# S-200

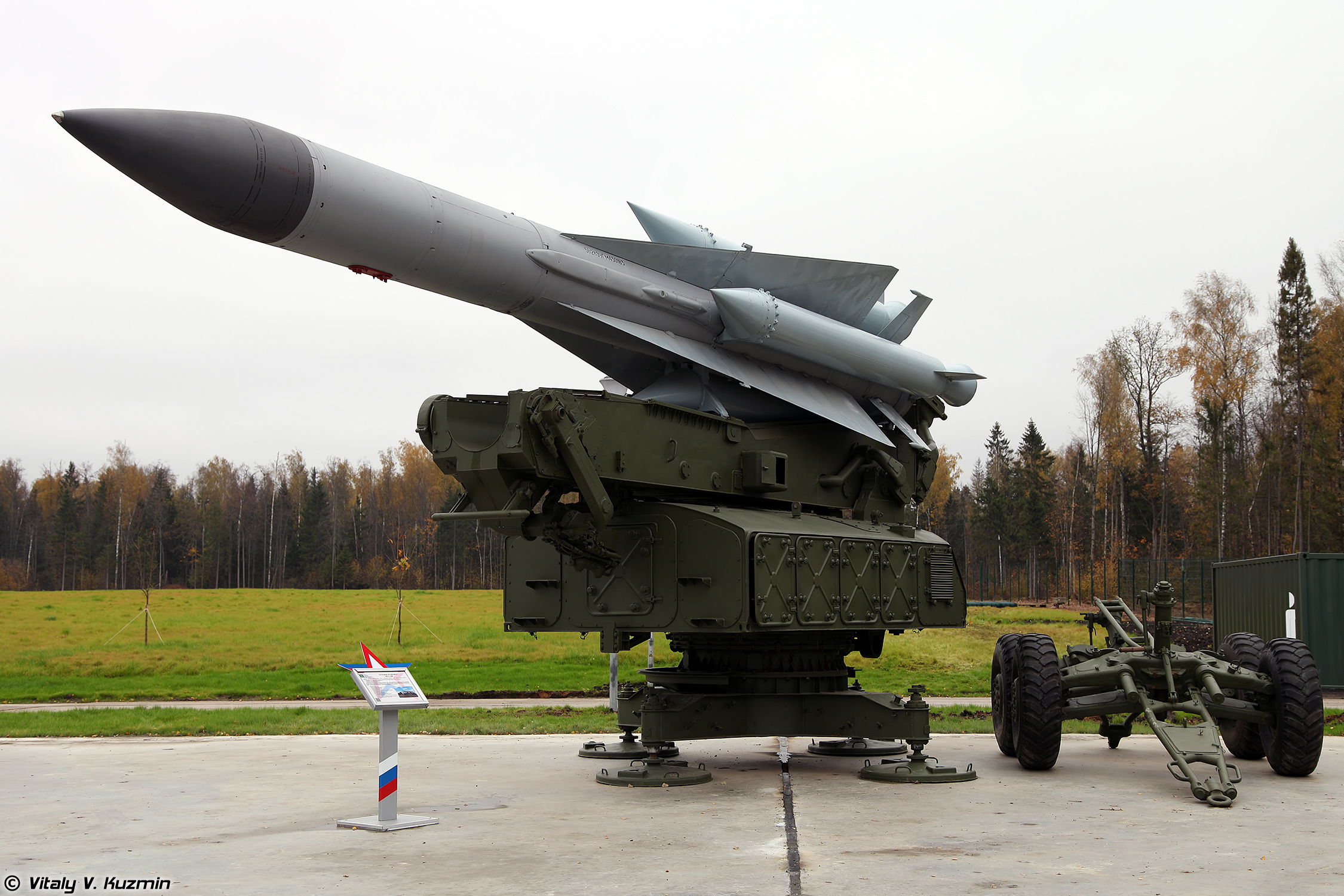
Sowjetische Boden-Luft-Rakete S-200

Die S-200 ist ein stationäres allwetterfähiges Langstrecken-Flugabwehrsystem, das in der Sowjetunion entwickelt und erstmals 1967 dort stationiert wurde. Der NATO-Code des Systems lautet SA-5 Gammon.

## Geschichte
Mitte der 1950er-Jahre schritt die Entwicklung hochfliegender Überschallflugzeuge voran. Die damaligen Flugabwehrsysteme zeigten sich dieser Bedrohung kaum gewachsen. Hinzu kam die Entwicklung von thermonuklearen Waffen, die wesentlich zerstörerischer waren als Atombomben. Mit diesen Bedrohungen konfrontiert, gab die sowjetische Regierung bereits früh den Auftrag, mit der Entwicklung effizienter Flugabwehrraketen zu beginnen. Der ab 1954 entwickelte Dal-Raketenkomplex (NATO-Code: SA-5 Griffon, nicht zu verwechseln mit der hier beschriebenen SA-5 Gammon) erfüllte diese Erwartungen nicht, zumal er nicht nur für die Flugzeugabwehr, sondern auch für die Abwehr ballistischer Raketen ausgelegt war. Auch die 1957 in Dienst gestellte S-75 (NATO-Code: SA-2 Guideline) konnte dieses Problem ebenfalls nicht lösen, da die Raketen nur über eine effektive Reichweite von 30 km verfügten.
1956 und 1957 vergab die sowjetische Regierung abermals Aufträge zur Entwicklung effizienterer Flugabwehrsysteme, doch auch diese zeigten keine maßgeblichen Erfolge. 1958 gab die sowjetische Regierung erneut den Auftrag, ein solches Luftabwehrsystem zu entwerfen und legte dabei auch die Richtlinien fest.
Diese waren unter anderem:
- Ziele mit einer Geschwindigkeit von 3500 km/h in 5 bis 35 km Höhe und einer Entfernung von 150 km abzufangen
- Ziele mit einer Geschwindigkeit von 2000 km/h in 5 bis 35 km Höhe und einer Entfernung von 180 bis 200 km abzufangen
- Eine Trefferwahrscheinlichkeit von 70 bis 80 %

Zudem sollte 1961 ein erster Prototyp für Testzwecke bereitstehen. Das System sollte die Bezeichnung S-200 erhalten.
Zahlreiche sowjetische Entwicklungsbüros wurden für die verschiedenen Komponenten des Systems herangezogen. Den Hauptauftrag erhielt das KB-1 (heute Almas-Antei), den Entwurf der Rakete übernahm ein Entwicklungsbüro unter Pjotr Dmitrijewitsch Gruschin.
Nach etwa 15 Jahren im Dienst der Sowjetunion wurde die Waffe erstmals exportiert: Nach dem Libanonkrieg 1982 wurden 96 S-200B nach Syrien gebracht und 1984 wurde die Technologie zum Betrieb der Exportversion S-200WE an die Syrer übergeben. Die Ausführung S-200WE wurde kurze Zeit später auch in Libyen, südlich von Sirte, installiert. Weitere S-200WE wurden später an den Iran und Nordkorea geliefert.
Offenbar war das Waffensystem im Frühjahr 2018 noch immer in Syrien im Einsatz. Ein israelischer F-16-Jagdbomber wurde am 10. Februar 2018 nach einem Einsatz in Syrien nach israelischen Beobachtern von einer syrischen S-200 abgeschossen.

## Entwicklung
Die Entwicklung der S-200 begann 1958 unter der Leitung des KB-1. Beteiligt waren unter anderem auch die Konstruktionsbüros OKB-1, OKB-2 und das OKB-165 (heute NPO Saturn). Nach der Überwindung einiger Probleme konnte die Entwicklung der S-200A Angara schließlich abgeschlossen werden. Die Rakete verfügte über eine effektive Reichweite von 160 km. Das System wurde 1967 offiziell in die Bestände der sowjetischen Truppen aufgenommen. Bereits bei der Einführung des Systems zeigten sich jedoch Mängel, die Störfestigkeit war beispielsweise äußerst gering. Dies führte schließlich dazu, dass das System laufend erneuert und verbessert wurde. Die letzte Version des Systems wurde 1976 eingeführt. Das Nachfolgesystem ist die S-400.

## Versionen
- S-200A Angara (SA-5A), eingeführt 1967
- S-200W Wega (SA-5B), eingeführt 1970
- S-200WM (oder einfach S-200M) Wega-M (SA-5B)
- S-200WE Wega-E (SA-5B), Exportversion
- S-200D Dubna (SA-5C), eingeführt 1987

### Lenkwaffen

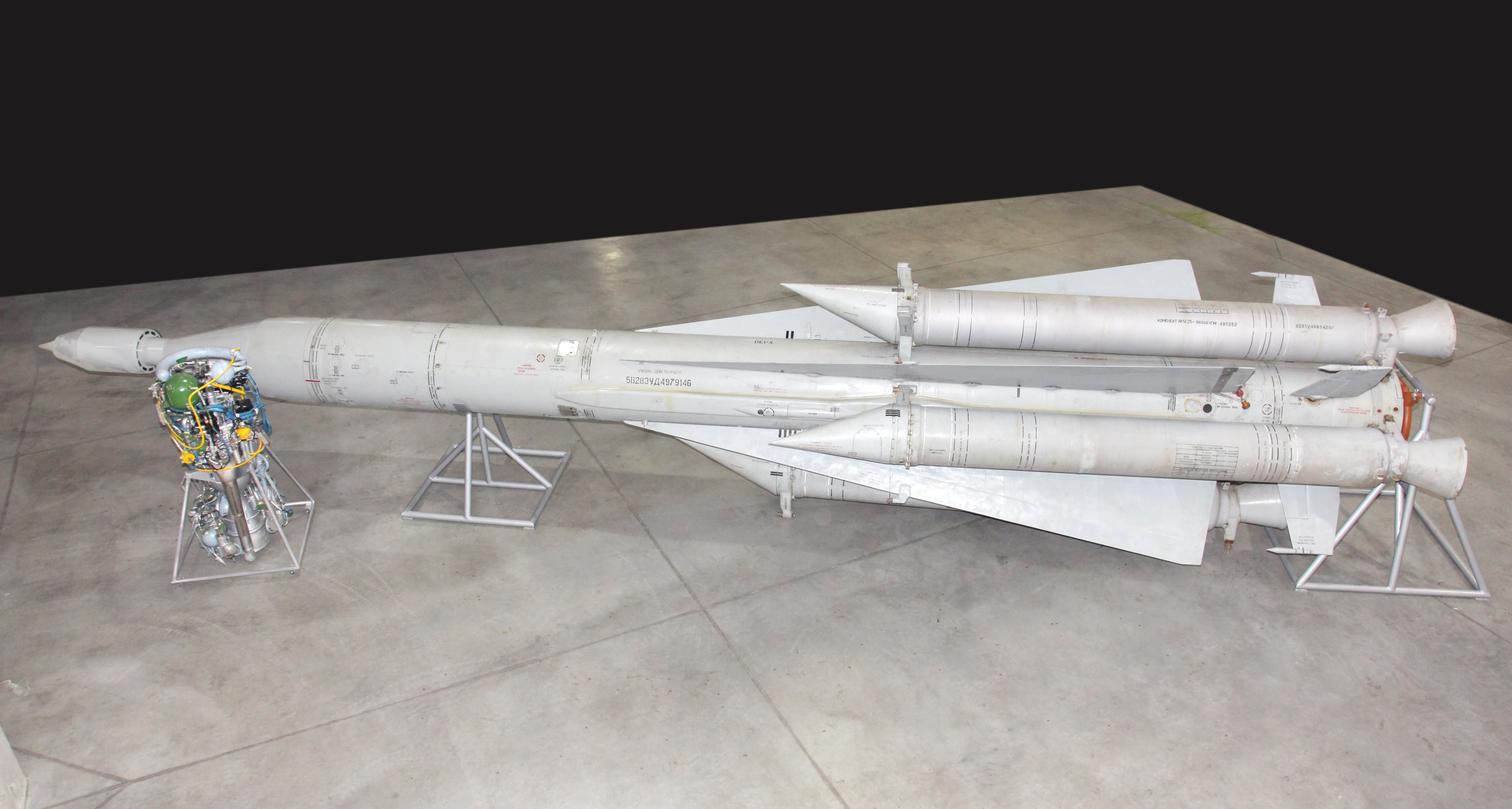
Experimentalrakete 5W28EUD für Hyperschalllaboratorium „Cholod“

- 5W21 (W-860) – ursprüngliche Lenkwaffe mit einem Selbstlenkungssystem, wurde 1960–1961 getestet
- W-861 – ursprünglich entwickelte Lenkwaffe mit einem Feststofftriebwerk für die zweite Stufe. Wurde nicht gebaut.
- W-870 – ursprünglich geplante Nuklearversion der W-860. Wurde nicht gebaut.
- 5W21A (W-860P) – erste Serienversion der Lenkwaffe für die S-200A Angara.
- 5W21W (W-860PW) – eine weitere Modernisierung der 5W21A, mit neuer Bordelektronik.
- 5W28 (W-880) – Lenkwaffe für die S-200W Wega
- 5W28N (W-880N) – Nuklearversion der 5W28; erste Nuklearlenkwaffe für das System S-200. N (russisch Н) steht für Надёжная (zuverlässig). Alle Bordsysteme der 5W28N hatten eine erhöhte Arbeitszuverlässigkeit.
- 5W28E (W-880E) – Lenkwaffe für die Exportversion S-200E
- 5W28M (W-880M, ursprüngliche Bezeichnung bei der Entwicklung der W-890) – Lenkwaffe für die S-200D Dubna.
- 5W28MN (W-880MN) – Nuklearversion der W-880M.

## Technische Daten
Das System besteht aus den folgenden Hauptkomponenten:
- P-14 „Lena“ (NATO-Codename Tall King), später Oborona (Tall King C): Suchradar mit über  400 km Reichweite
- P-37: Zielsuch- und Zielverfolgungsradargerät (NATO-Codename Bar lock B)
- PRW-17: Höhenmessradar mit bis zu 160 km Reichweite (NATO-Codename Side net)
- 5N62/K1: Feuerleitradar mit bis zu 300 km Reichweite (NATO-Codename Square pair)
- 1L22 Parol: Freund-Feind-Erkennungssystem
- K-9: Führungs- und Zielzuweisungskabine
- 5P72: Startrampen für die Lenkwaffen

Zum System gehörten häufig auch eine Lademaschine, der Sattelzug KrAZ-255W bzw. KrAZ-260W als Transport- und Ladefahrzeug.

## Übersicht Lenkwaffen
| System                                | S-200 Angara                                                   | S-200W Wega                                                       | S-200D Dubna                                                      |
| Lenkwaffe                             | W-860P/5W21A                                                   | W-880PW/5W28                                                      | W-880M/5W28M                                                      |
| ------------------------------------- | -------------------------------------------------------------- | ----------------------------------------------------------------- | ----------------------------------------------------------------- |
| Länge (mit Starthilferaketen)         | 10,43 m (10,76 m)                                              | 10,80 m                                                           | 10,80 m                                                           |
| Rumpfdurchmesser                      | 750 mm                                                         |                                                                   |                                                                   |
| Flügelspannweite                      | 2520 mm                                                        |                                                                   |                                                                   |
| Gewicht (mit Starthilferaketen 5S28)  | 7068 kg                                                        | –                                                                 | –                                                                 |
| Antrieb                               | 4 abwerfbare Booster für die Startphase plus Flüssigtreibstoff | 4 abwerfbare Booster für die Startphase plus Flüssigtreibstoff    | 4 abwerfbare Booster für die Startphase plus Flüssigtreibstoff    |
| Sprengkopf                            | 217-kg-Splitterspreng                                          | 217-kg-Splitterspreng                                             | 217-kg-Splitterspreng                                             |
| Zünder                                | Funk-Näherungs- und Aufschlagzünder                            | Radar-Näherungs- und Aufschlagzünder                              | Radar-Näherungs- und Aufschlagzünder                              |
| Durchschnittliche Fluggeschwindigkeit | 1400–1600 m/s                                                  | 1400–1600 m/s                                                     | 1400–1600 m/s                                                     |
| Einsatzreichweite                     | 17–180 km                                                      | 17–240 km                                                         | 17–300 km                                                         |
| Einsatzhöhe                           | 500–40.000 m                                                   | 500–40.000 m                                                      | 300–40.000 m                                                      |
| Lenksystem                            | Halbaktive Radarzielsuche                                      | Halbaktive Radarzielsuche + passive Radarzielsuche auf Störsender | Halbaktive Radarzielsuche + passive Radarzielsuche auf Störsender |

## Unfälle
Am 4. Oktober 2001 wurde ein russisches Passagierflugzeug vom Typ Tupolew Tu-154, unterwegs von Tel Aviv nach Nowosibirsk, von einer 5W28-Rakete der ukrainischen Marine abgeschossen. An Bord der Maschine waren 65 Passagiere und zwölf Besatzungsmitglieder. Anfangs vermuteten staatliche Stellen einen Terrorakt, später wurde der Fehlschuss einer S-200 während eines Militärmanövers bestätigt.

## Einsatz und Status
Aktuelle Nutzer
- Aserbaidschan: Unbekannte Anzahl in der Version S-200 Wega, im Januar 2018[7]:183
- Bulgarien: Unbekannte Anzahl in der Version S-200 Angara, im Januar 2018[7]:89
- Iran: 10 Startgeräte in der Version S-200 Angara, im Januar 2018[7]:336
- Kasachstan: Unbekannte Anzahl in der Version S-200 Angara, im Januar 2018[7]:189
- Nordkorea: 24 Startgeräte in der Version S-200 Angara, im Januar 2018 im Dienst der Luftwaffe[7]:277
- Polen: 1 Startgerät in der Version S-200 Wega, im Januar 2018[7]:137
- Syrien: Unbekannte Anzahl in der Version S-200 Angara, im Januar 2018[7]:363
- Turkmenistan: Unbekannte Anzahl in der Version S-200 Angara, im Januar 2018[7]:209
- Ukraine: umgerüstet zur Boden-Boden-Rakete.[8][9]
- Usbekistan: Unbekannte Anzahl in der Version S-200 Angara, im Januar 2018[7]:215

Ehemalige Nutzer
- Ägypten: [7]:332
- Algerien: [7]:327
- Deutsche Demokratische Republik (Flugabwehrraketentruppen): S-200WE: 24 Startgeräte in 2 Stellungen, ab 1985 eingeführt[10] und ab 1991 in den Bestand der Bundeswehr übergegangen.[11]
- Deutschland – Nach der Wiedervereinigung übernahm die Bundeswehr zeitweilig das System im Rahmen der nationalen Luftverteidigung (Flugabwehrraketengeschwader 51 in Sanitz (Stellung in Prangendorf) bis 31. Dezember 1992 und Flugabwehrraketengeschwader 52 in Ladeburg (Stellung in Badingen-Osterne) bis 31. Dezember 1993).[12]
- Georgien: [7]:187
- Indien: [7]:264
- Libyen: 24 Startgeräte in 2 Stellungen (alle am 19. März 2011 durch Luftangriffe vernichtet)[13]
- Moldau: [7]:191
- Mongolei: [7]:286
- Russland – Maximal bis zum November 2001 vollständig außer Dienst gestellt.[14]
- Tschechien: [7]
- Ungarn: [7]